# Zakharovita
La zakharovita és un mineral de la classe dels silicats. Rep el seu nom d'E.E. Zakharov (1902-1980), director de l'Institut d'Exploració Geològica de Moscú (Rússia).

## Característiques
La zakharovita és un silicat de fórmula química Na₄Mn₅Si10O24(OH)₆·6H₂O. Va ser aprovada com a espècie vàlida per l'Associació Mineralògica Internacional l'any 1981. Cristal·litza en el sistema trigonal. La seva duresa a l'escala de Mohs és 2.
Segons la classificació de Nickel-Strunz, la zakharovita pertany a «09.EE - Fil·losilicats amb xarxes tetraèdriques de 6-enllaços connectades per xarxes i bandes octaèdriques» juntament amb els següents minerals: bementita, brokenhillita, pirosmalita-(Fe), friedelita, pirosmalita-(Mn), mcgillita, nelenita, schal·lerita, palygorskita, tuperssuatsiaïta, yofortierita, windhoekita, falcondoïta, loughlinita, sepiolita, kalifersita, gyrolita, orlymanita, tungusita, reyerita, truscottita, natrosilita, makatita, varennesita, raïta, intersilita, shafranovskita, zeofil·lita, minehil·lita, fedorita, martinita i lalondeïta.

## Formació i jaciments
Va ser descrita gràcies als exemplar trobats a dos indrets diferents de l'óblast de Múrmansk, a Rússia: el mont Iukspor, al massís de Khibini, i el mont Karnasurt, al massís de Lovozero. També ha estat descrita en altres muntanyes dels dos massissos russos, així com a les pedreres canadenques Demix-Varennes i Poudrette, a Montérégie, al Quebec.